# Berezivka, Tîsmenîțea
Berezivka (în ucraineană Березівка) este o comună în raionul Tîsmenîțea, regiunea Ivano-Frankivsk, Ucraina, formată numai din satul de reședință.

## Demografie
Componența lingvistică a comunei Berezivka
     Ucraineană (99,34%)
     Alte limbi (0,29%)
Conform recensământului din 2001, majoritatea populației comunei Berezivka era vorbitoare de ucraineană (99,34%), existând în minoritate și vorbitori de alte limbi.